# Economia del Bangladesh

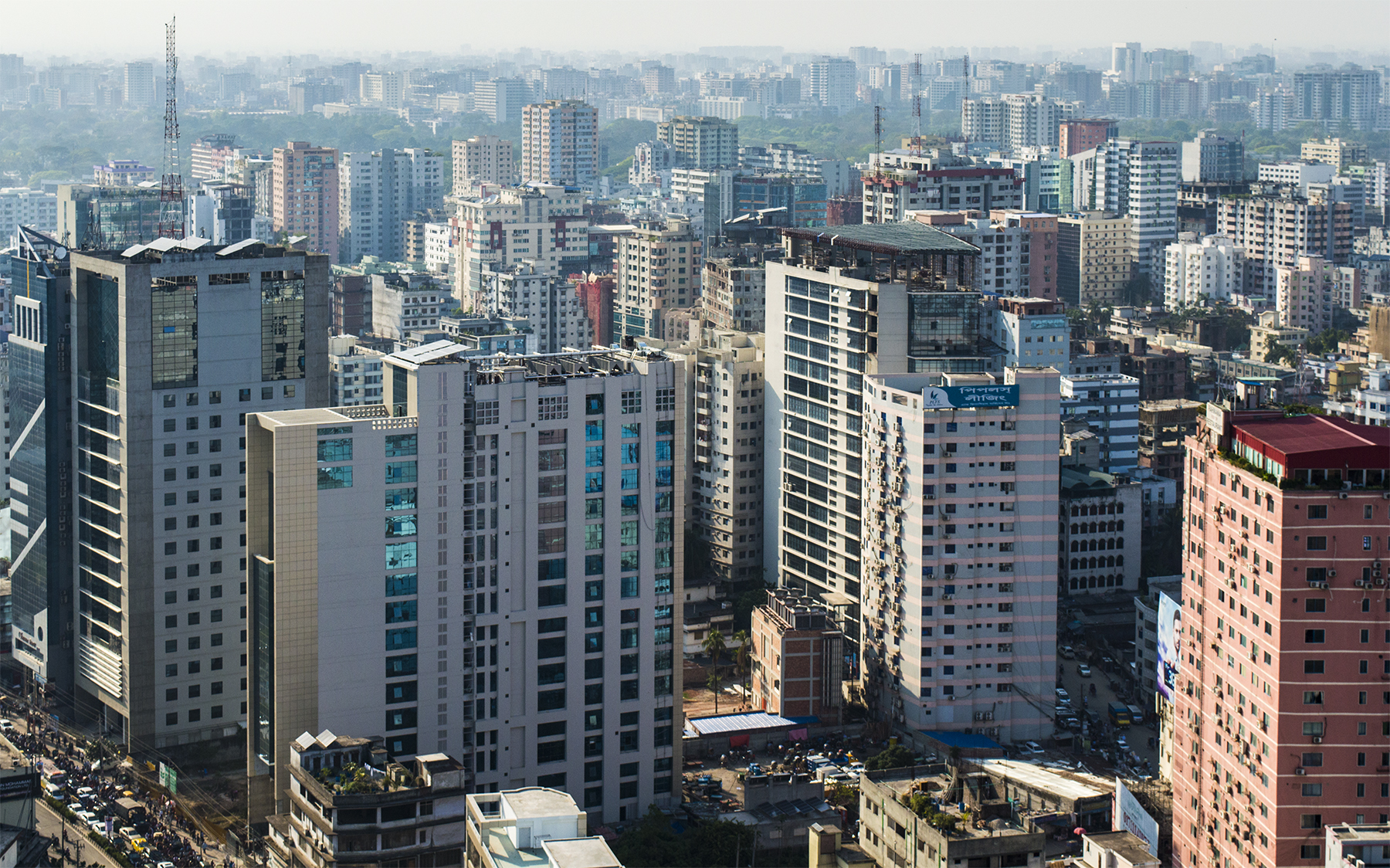
Dacca è la capitale del Bangladesh ed il maggiore centro economico, culturale, finanziario e commerciale del paese

L'Economia del Bangladesh è una delle economie a più rapida crescita del mondo e nel corso degli anni è diventata la seconda economia più grande dell'Asia meridionale. Il Bangladesh è membro della South Asian Free Trade Area e della World Trade Organization.
Il paese è posizionato con il PIL al 29º posto tra quelli mondiali, mentre è al 124º posto per PIL pro capite.
Nell'anno fiscale 2021-2022, il Bangladesh ha registrato un tasso di crescita del PIL del 7,2% dopo la pandemia globale.. Secondo la Banca Mondiale, il paese ha raggiunto un tasso medio di crescita annuo del 5% dal 1990 e l'espansione della sua classe media ha portato a una crescita dei consumi. Nel dicembre 2005, Goldman Sachs definì il Bangladesh uno dei "Prossimi undici", insieme con Egitto, Indonesia, Pakistan e altri sette paesi. Lo stato ha registrato uno spiccato aumento degli investimenti diretti esteri. Nel dicembre 2005, la Banca Centrale del Bangladesh stimò la crescita del Prodotto interno lordo di circa il 6,5%.

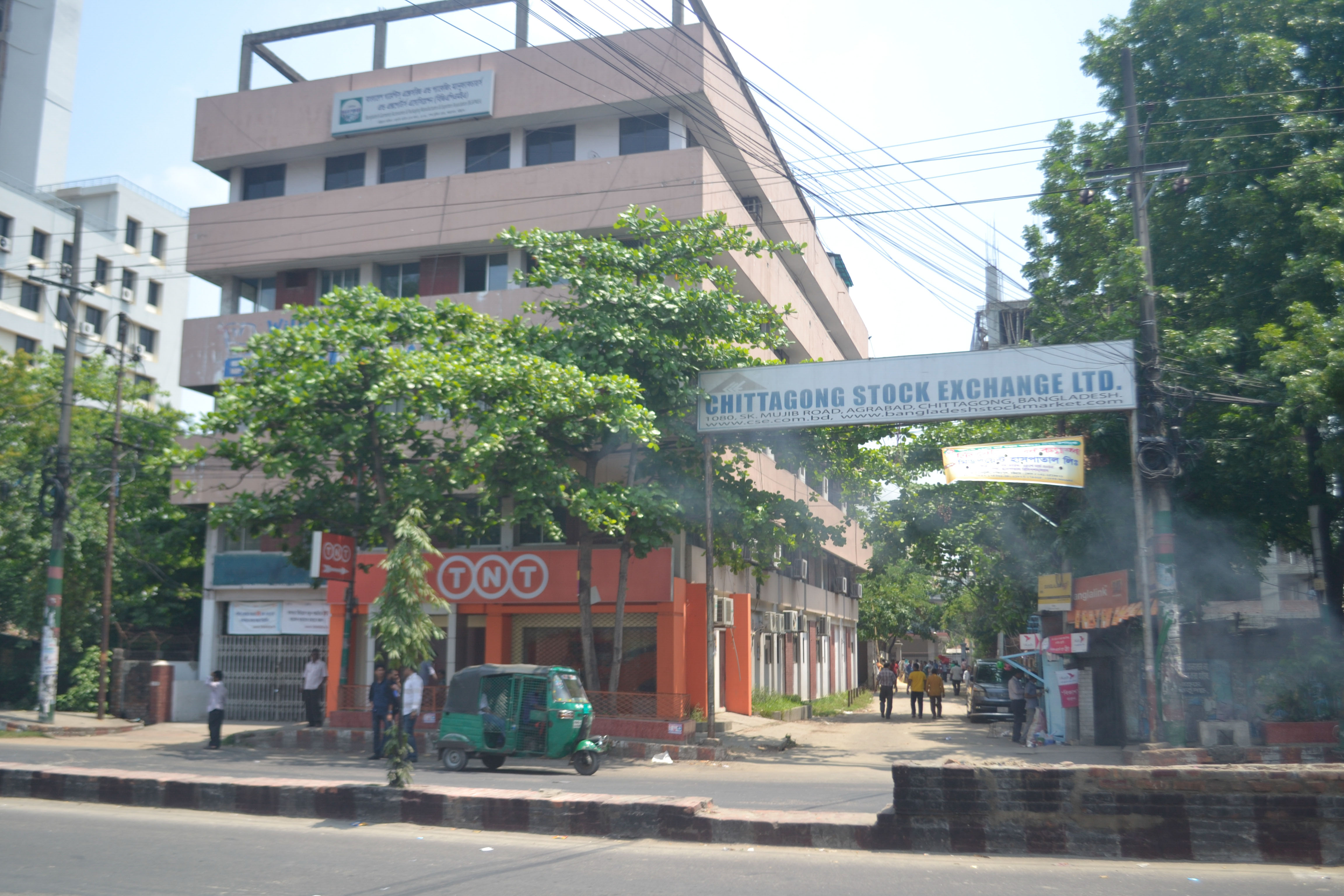
Borsa valori di Chittagong

Un contributo significativo allo sviluppo dell'economia è venuto dalla diffusione del microcredito per opera di Muhammad Yunus (Premio Nobel per la pace nel 2006) attraverso la Grameen Bank. Sul finire degli anni novanta la Grameen Bank aveva avuto 2,3 milioni di beneficiari, insieme con ulteriori 2,5 milioni delle altre organizzazioni similari.
Al fine di potenziare la crescita economica, il governo ha istituito diverse zone speciali per attrarre investimenti stranieri. Queste sono gestite dal Bangladesh Export Processing Zone Authority.

## Agricoltura e allevamento e pesca

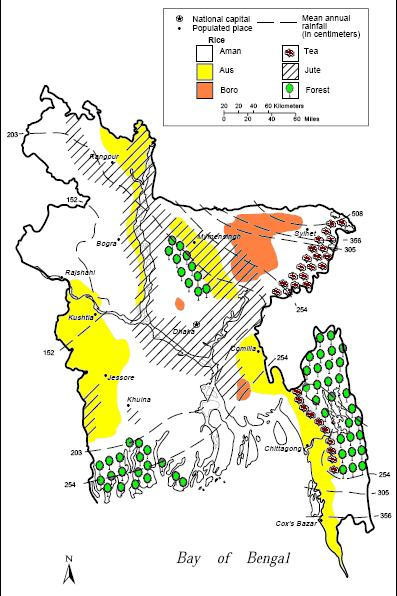
Aree produttive per l'agricoltura nel Bangladesh.

L'agricoltura è il più grande settore occupazionale in Bangladesh, rappresentando il 14,2 percento del PIL del Bangladesh nel 2017 e impiegando circa il 42,7 percento della forza lavoro. Nell'anno finanziario 2022-2023, il settore agricolo ha contribuito a oltre il 12% del PIL. La performance di questo settore ha un impatto schiacciante sui principali obiettivi macroeconomici come la creazione di posti di lavoro, la riduzione della povertà, lo sviluppo delle risorse umane, la sicurezza alimentare e altre forze economiche e sociali. Una pluralità di bengalesi si guadagna da vivere con l'agricoltura. A causa di una serie di fattori, l'agricoltura ad alta intensità di manodopera del Bangladesh ha ottenuto incrementi costanti nella produzione di cereali nonostante le condizioni meteorologiche spesso sfavorevoli. Questi includono un migliore controllo delle inondazioni e dell'irrigazione, un uso generalmente più efficiente dei fertilizzanti, nonché l'istituzione di migliori reti di distribuzione e di credito rurale.

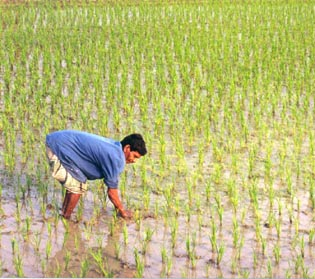
Coltura del riso in Bangladesh

Sebbene riso e iuta siano le colture principali, il mais e le verdure stanno assumendo maggiore importanza. A causa dell'espansione delle reti di irrigazione, alcuni produttori di grano sono passati alla coltivazione del mais che viene utilizzato principalmente come mangime per pollame. Il tè viene coltivato nel nord-est. Ci sono 166 piantagioni di tè in Bangladesh, che coprono quasi 280.000 acri di terra. Il Bangladesh è il nono produttore di tè, producendo circa il 2% della produzione mondiale di tè. Grazie al suolo fertile del Bangladesh e alla sua abbondante riserva idrica, in molte aree il riso può essere coltivato e raccolto tre volte l'anno. Il paese è tra i maggiori produttori di riso (terzo), patate (settimo), frutta tropicale (sesto), juta (secondo) e pesce d'allevamento (quinto). Con 35,8 milioni di tonnellate prodotte nel 2000, il riso è la coltura principale del Bangladesh. A partire dal 2024, si prevede che la produzione di riso in Bangladesh supererà i 37,7 milioni di tonnellate, un aumento di quasi 700.000 tonnellate rispetto all'anno scorso. Il Bangladesh produce quasi 5 tonnellate di riso per ettaro, rendendo il paese autosufficiente nella produzione di riso. Rispetto al riso, la produzione di grano nel 1999 è stata di 1,9 milioni di tonnellate (1 900 000 long ton; 2 100 000 short ton)

## Industria
I settori industriali che hanno mostrato una crescita molto forte includono l'industria farmaceutica, l'industria cantieristica, tecnologia dell'informazione, industria della pelle, industria siderurgica, e l'industria dell'ingegneria leggera.
Il Bangladesh ha una solida industria farmaceutica. Al 27 aprile 2024, il paese è l'unica nazione tra i 48 Paesi meno sviluppati che è quasi autosufficiente quando si tratta di produzione di medicinali, poiché le aziende locali soddisfano il 98 percento della domanda, mentre 213 aziende farmaceutiche operano in Bangladesh e il settore registra un tasso di crescita annuale medio del 12 percento. Nove produttori di farmaci hanno ricevuto l'approvazione dagli enti regolatori negli Stati Uniti, nell'Unione Europea e in Australia, nonché dall'Organizzazione mondiale della sanità. Il settore spedisce prodotti in circa 150 paesi.

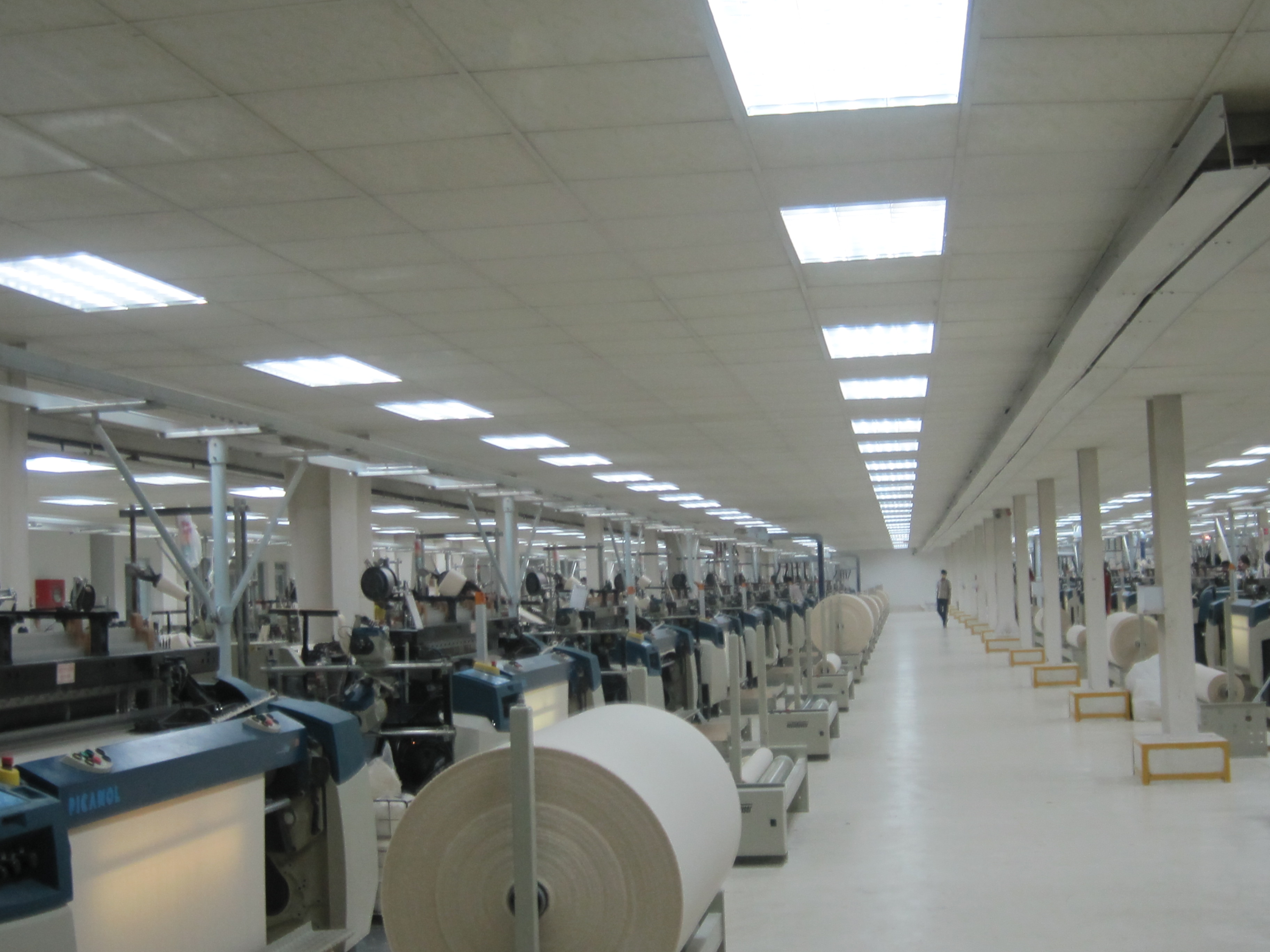
Uno stabilimento tessile del Bangladesh

L'industria tessile del Bangladesh, che comprende maglieria e abbigliamento pronto (RMG) insieme a prodotti tessili specializzati, è la principale fonte di guadagno per le esportazioni della nazione, con un fatturato di 21,5 miliardi di $ nel 2013, l'80% delle esportazioni totali del Bangladesh pari a 27 miliardi di $. Il Bangladesh è il secondo paese al mondo per esportazioni tessili, dietro alla Cina, che ha esportato tessuti per un valore di 120,1 miliardi di dollari nel 2009. Il settore impiega quasi 3,5 milioni di lavoratori. Le esportazioni attuali sono raddoppiate dal 2004.

## Servizi e terziario

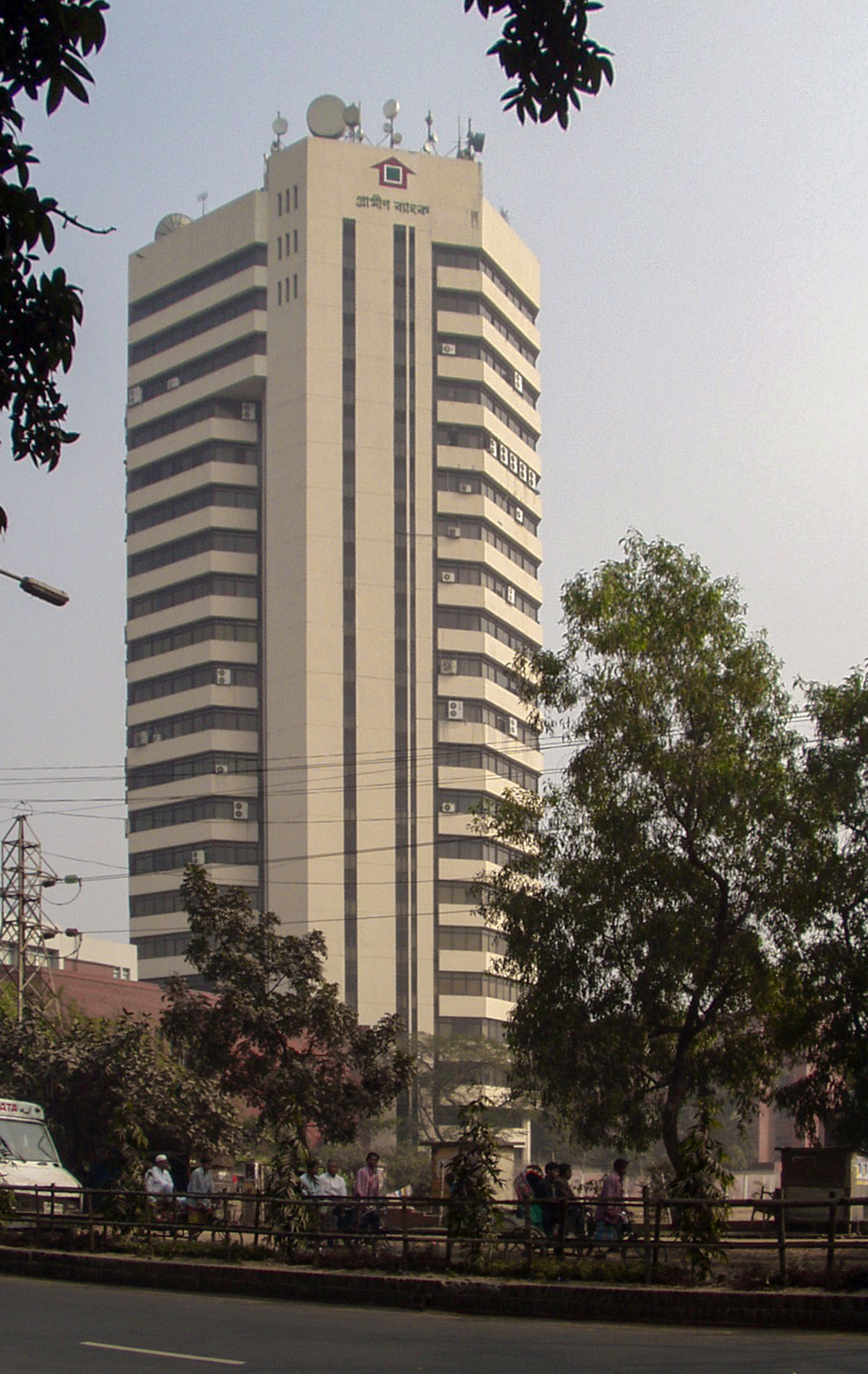
Gli uffici della Grameen Bank a Dacca fondata dal banchiere Muhammad Yunus.

La maggior parte delle banche in Bangladesh sono di proprietà privata. Fino agli anni '80, il settore finanziario del Bangladesh era dominato dalle banche statali. Con la riforma su larga scala realizzata nella finanza, le banche commerciali private sono state istituite tramite privatizzazione. Il successivo programma di riforma del settore finanziario è stato lanciato dal 2000 al 2006 con un focus sullo sviluppo di istituzioni finanziarie e l'adozione di regolamenti e supervisione basati sul rischio da parte della Bangladesh Bank. Ad oggi, il settore bancario era composto da 4 SCB, 4 banche specializzate di proprietà governativa che si occupavano di finanziamenti allo sviluppo, 39 banche commerciali private e 9 banche commerciali estere. Il paese asiatico ha attive due borse valori: la Borsa valori di Dacca e la Borsa valori di Chittagong.

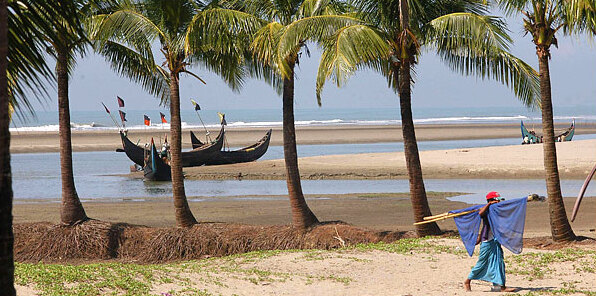
La spiaggia di Inani a Cox's Bazar, lunga 118 km

Il World Travel and Tourism Council (WTTC) ha riferito nel 2013 che l'industria dei viaggi e del turismo del Bangladesh ha generato direttamente 1.281.500 posti di lavoro nel 2012, ovvero l'1,8% dell'occupazione totale del paese, che ha classificato il Bangladesh al 102° posto su 178 paesi in tutto il mondo. Il settore ha totalizzato 2.714.500 posti di lavoro, ovvero il 3,7% dell'occupazione totale del paese. Il WTTC ha previsto che entro il 2023, i viaggi e il turismo avrebbero generato direttamente 1.785.000 posti di lavoro e sostenuto un totale complessivo di 3.891.000 posti di lavoro, ovvero il 4,2% dell'occupazione totale del paese. Ciò rappresenterebbe un tasso di crescita annuale dei posti di lavoro diretti del 2,9%. La spesa interna ha generato il 97,7% del prodotto interno lordo (PIL) diretto dei viaggi e del turismo nel 2012. La classifica mondiale del Bangladesh nel 2012 per il contributo diretto dei viaggi e del turismo al PIL, in percentuale del PIL, era 142 su 176.. Nel 2019, 323.000 turisti hanno visitato il Bangladesh. Questo numero è estremamente basso rispetto alla popolazione totale. Al 22 maggio 2019, l'intera popolazione locale conta 166.594.000 abitanti. Ciò dà un rapporto di 1 turista ogni 515 locali.